# Курино (Італія)
Курино (італ. Curino, п'єм. Curin) — муніципалітет в Італії, у регіоні П'ємонт,  провінція Б'єлла.
Курино розташоване на відстані близько 540 км на північний захід від Рима, 75 км на північний схід від Турина, 14 км на схід від Б'єлли.
Населення — 468 осіб (2014).
Покровитель — San Quirino.

## Демографія
Населення за роками:

Станом на 1 січня 2023 року в муніципалітеті офіційно проживало 15 іноземців з 9 країн, серед них 8 громадян країн Євросоюзу та 2 громадяни України.

## Сусідні муніципалітети
- Брузненго
- Казапінта
- Кревакуоре
- Массерано
- Меццана-Мортільєнго
- Прай
- Роазіо
- Сопрана
- Состеньйо
- Триверо
- Вілла-дель-Боско